# Petra Westerhof
Petra Westerhof (27 juni 1969) is een Nederlands zitvolleybalster en woont in Stadskanaal.
Westerhof heeft meegedaan aan de Paralympische Zomerspelen 2004 te Athene. Zij is in 2008 ook uitgekomen voor Nederland op de Paralympische Zomerspelen in Peking, alwaar zij met het team brons behaalde. Het team bestond verder uit Sanne Bakker, Karin van der Haar, Karin Harmsen, Paula List, Djoke van Marum, Jolanda Slenter,  Elvira Stinissen, Josien ten Thije en Rika de Vries.
Behalve haar olympische resultaten werd ze drie keer Nederlands kampioen, drie keer Europees kampioen (landenteams) en drie keer wereldkampioen (landenteams).
In het dagelijks leven is ze sinds 1993 klassenassistent op een school voor moeilijk lerende kinderen.
Aletta Adema Slagter · Monique Bons · Karin Harmsen · Paula List · Maria Poiesz · Marijke Roest · Jolanda Slenter · Alberta Ten Thije · Els Verwer · Petra Westerhof · Anneke den Haan · Djoke van Marum
Sanne Bakker · Karin van der Haar · Karin Harmsen · Paula List · Djoke van Marum · Elvira Stinissen · Josien ten Thije · Rika de Vries · Petra Westerhof